# أكوراي (أسول)
أكوراي هي إحدى مشيخات المملكة المغربية، تتبع جغرافيا لإقليم تنغير وإداريًا لأسول. يقدر عدد سكانها بـ 1425 نسمة حسب الإحصاء الرسمي للسكان والسكنى لسنة 2004.